# 히든카드
히든카드(영어: Runner, Runner)는 2013년 공개된 미국의 범죄 영화 영화이다. 브래드 퍼맨이 감독, 브라이언 코플먼과 데이비드 레비언이 각본을 썼다. 이 영화는 단 한 번의 클릭으로 모든 것이 가능한 인터넷 도박 세계의 화려함과 그 이면에 숨겨진 어두운 모습을 담은 작품으로, 천재 아이비리그 겜블러와 온라인 겜블계의 비열한 거물이 목숨을 걸고 펼치는 두뇌 게임을 그리고 있다. 저스틴 팀버레이크, 벤 애플렉, 젬마 아터튼과 안소니 마키가 출연하였고, 아논 밀천, 제니퍼 데이비슨 킬로란, 레오나르도 디카프리오, 마이클 샘버그, 스테이시 쉐어와 브라이언 코플먼이 제작하였다. 벨기에, 프랑스와 필리핀 등 여러 나라에서는 2013년 9월 25일 개봉되었고, 대한민국에서는 2013년 9월 26일에 개봉되었다. 미국 전역에는 2013년 10월 4일 개봉되었다.

## 줄거리
월스트리트에서 잘 나가던 리치 퍼스트는 학자금 지원을 받지 못하게 되자, 온라인 도박 사이트에 학생들을 소개해 수수료를 받는 방식으로 석사 학위를 위한 자금을 마련한다. 하지만 이 사실이 학교에 발각되어 퇴학 위기에 놓이자, 리치는 자신의 포커 실력을 이용해 온라인 도박으로 학비를 벌려다 사기꾼에게 돈을 모두 잃는다. 통계적으로 사기임을 증명한 리치는 자신의 돈을 빼앗은 온라인 도박 사이트의 거물인 아이반 블록을 만나기 위해 코스타리카로 향한다.
아이반은 리치의 통계를 확인하고 사기임을 인정하며, 자신을 도와 사이트를 관리해 줄 것을 제안하며 거액의 연봉을 제시한다. 리치는 아이반의 전 연인이자 매력적인 레베카와 연인 관계로 발전한다. 한편, 아이반은 리치에게 불륜 영상으로 도박 제휴사를 협박해 자신의 편으로 만들라고 지시하고, FBI 요원 셰이버스는 리치를 납치해 아이반을 잡기 위한 협조를 요구하며 그의 인생을 망가뜨리겠다고 협박한다. 코스타리카에서는 법적 권한이 없는 셰이버스는 불법적인 수단을 동원하여 리치를 압박하고, 아이반은 조직 내 누구든 셰이버스와 마주치게 된다고 경고한다.
점점 아이반의 조직은 비윤리적인 모습들을 드러내고, 뇌물을 적게 준다는 이유로 리치는 폭행을 당하기도 한다. 리치가 코스타리카를 떠나려 하자, 셰이버스는 그의 가방에 마약을 심어 그를 협박한다. 현지 경찰은 아이반이 어떤 상황에서도 돈으로 빠져나갈 것이라고 경고한다. 리치의 친구 앤드류 크로닌은 아이반이 폰지 사기를 운영하고 있으며, 플레이어 계좌에 실제 돈이 없고 아이반이 그 돈을 개인 은행 계좌처럼 사용하고 있다는 것을 암시한다. 아이반은 리치가 떠날까 봐 그의 아버지의 도박 빚을 사들여 코스타리카로 데려와 인질로 삼는다.
아이반은 자신을 배신한 사람들을 협박하고, 크로닌은 구타당한 채 발견된다. 레베카의 배신으로 리치는 아이반이 그를 속이고 있으며, 그를 희생양으로 삼으려 한다는 것을 알게 된다. 리치는 현지 경찰들에게 거액의 뇌물을 주고, 아이반은 리치를 조롱하며 미국으로 떠나려 하지만, 뇌물을 받은 조종사가 아이반을 푸에르토리코로 데려감으로써 FBI에 체포된다. 리치가 아이반의 범죄를 입증하는 증거를 셰이버스에게 넘겨준 덕분에 리치와 레베카는 아이반의 전용기를 타고 떠나며 자유를 얻는다.

## 배역
- 저스틴 팀버레이크 : 리치 퍼스트 역
- 벤 애플렉 : 아이반 블락 역
- 젬마 아터튼 : 레베카 샤프란 역
- 안소니 마키 : 셔키 요원 역
- 마이클 에스퍼 : 빌리 "펫" 페트리코프 역
- 올리버 쿠퍼 : 앤드류 크로닌 역
- 크리스찬 조지 : 윌슨 역
- 이얼 바즈퀫즈 : 에레라 대표 역
- 존 허드 : 해리 퍼스트 역
- 제임스 몰리나 : 에스테반 역
- 루이스 롬바디 : 아치 역
- 빈센트 라레스카 : 브랑카스 경사 역
- 버니 O. 라모스 로블레도 : 팔자 수염 역
- 샘 팔라디오 : 셔키 역
- 데이빗 코스터빌 : 호른슈타인 교수 역
- 조던 배더 : 폴 아르노 역
- 밥 건튼 : 딘 알렉스 먼로 역
- 벤 슈와츠 : 크레이크 역
- 다요 오케니이 : 레오넬 역